# جکی روزن
جکی روزن (انگلیسی: Jacky Rosen؛ زادهٔ ۲ اوت ۱۹۵۷) سیاستمدار آمریکایی و نماینده مجلس نمایندگان ایالات متحده آمریکا از حوزه انتخابیه سوم نوادا از سال ۲۰۱۷ است. او در انتخابات سال ۲۰۱۸ با غلبه بر سناتور جمهوریخواه دین هلر به مجلس سنای ایالات متحده آمریکا انتخاب شد.
او ساکن هندرسون، نوادا، است و همسرش لری رادیولوژیست است. او پیش از ورود به سیاست رئیس کنیسه جماعت نر تمید از کنیسه‌های یهودیت اصلاحگرا در هندرسون بود او از فلسفه تیکون عولم از عوامل تصمیم خود مبنی بر ورود به سیاست یاد می‌کند.